# قتل بإهمال

درجة، القتل غير العمد من الدرجة الثانية والقتل بسبب الاهمال الجنائي، والإجهاض من الدرجة الأولى أو بعد الإجهاض الذاتي من الدرجة الأولى في الولايات المتحدة الأمريكية
"جرائم القتل" او "الاغتيال".
الجرائم ألاخرى ضد الأجنة.
جرائم تتوقف على أعمار الأجنة.
جرائم بالاعتداء على الامهات.

جريمة القتل باهمال هي فعل يرتكبه الجاني بغير أن يقصد الموت ، ولكنه يكون في وسعه تجنبه إذا تصرف باحتياط وحذر . يعتبر من القتل الخطأ غير الإرادي أو الناجم عن الإهمال فإنه يحدث نتيجة للإهمال أو انشغال القاتل بفعل خاطئ.
فالمسؤولية هي تلك المهمة الموكلة إلى أحد ما بحكم موقعه أو مؤهله أو كفائته أو قدراته لأن يقوم بعمل ما فتوجب عليه أن يتخذ الحيطة والحذر للقيام بمهامه على أكمل وجه. نجد ان الإهمال تتسبب في قتل الأبرياء دون ذنب أو جريرة غير أنهم وقعوا ضحية لهذا الذي قصّر في آداء وظيفته ومهامه.

## علاقة السببية
رابطة السببية يجب أن تتوافر بين خطأ الشخص المسؤول و جريمة القتل باهمال بحيث تكون جريمة الشخص نتيجة سلوكه فعلا كان أو امتناعا .
فإذا قتل سائق مهمل شخصًا ما فإنه يُدان بتهمة القتل الخطأ غير الإرادي.
القتل باهمال هي تهمة جنائية ضد الأشخاص الذين يسببون الموت للآخرين عبر الاهمال الجنائي.
القتل نتيجة الإهمال هو أدنى جريمة مدرجة إلى القتل من الدرجة الأولى والقتل من الدرجة الثانية، بمعنى أن شخصا ما مذنب بهذه الجريمة يمكن أن يتوقع حكما أكثر تساهلا أو مخفف، في كثير من الأحيان يكون السجن مماثلة للقتل في الولايات المتحدة . و تعريف القتل نتيجة الإهمال تسبيب القتل دون اتباع كافة النظم الأساسية للسلامة . بينما آخر في بعض الاحيان، يتضمن جريمة قتل بالقيادة تحت تأثير المخدرات أو الكحول. ومن الأمثلة على هذه الحالات تشمل تحطم [Aeroperu] رحلة 603 بالقرب من ليما، بيرو. وكان سبب الحادث قطعة من شريط لاصق تركت بطريق الخطأ خلال منفذ ثابت (على الجانب السفلي من جسم الطائرة) بعد تنظيف الطائرة، مما أدى إلى تحطم الطائرة. غادر الموظف (Eleuterio Chacaliaza) وترك الشريط عن طريق الصدفة

## الاخطاء الطبية نتيجة الإهمال
نجد ان هنالك كثير من الاخطاء الطبية مثل ( التقصير ) أو ماشابهها . مثل ( اللامبالاة) و ( عدم الاحتياط) و ( عدم المهارة ) و ( عدم مراعاة التعليمات الخاصة ) فقد تقود هذة الصور من الإهمال الطبي إلى الوفاة.
1. أخطاء الجراحة العامة .
2. أخطاء الأطباء أثناء جراحة التجميل .
3. أخطاء التخدير .
4. إجراء العلاج بهدف غير الشفاء مثل العلاج بقصد التجارب العلمية والبحث العلمي دون أن يكون هنالك ضرورة تقتضيها حالة المريض .
5. الأخطاء الطبية في التشخيص الناشئ عن عدم الفحوصات العلمية .
6. الأخطاء الطبية في وصف العلاج .
7. الإهمال الناشئ عن عدم استجابة الطبيب بالسرعة المطلوبة والتراخي في حالات يكون فيها التدخل السريع هو الحل الوحيد لإنقاذ حياة المريض .
8. الإهمال الطبي في نقل دم غير مفحوص لمريض ليخرج من المستشفى بمرض وبائي مثل التهاب الكبد أو الإيدز .

## القتل باهمال في الإسلام
إذا أدى الإهمال إلى وقوع قتلى فإن هذه الجريمة تقع تحت طائلة جرائم القتل الخطأ أو القتل غير العمدي التي تعتبر من الجرائم الواقعة على حياة الإنسان وسلامته .. فالجاني انعدم في نفسه القصد ولم يكن يريد إحداث الجريمة لكنها وقعت بسبب إهماله في آداء واجبه
و يؤسس المشرع العقاب في مثل هذه الحالات على ارتكاب الفاعل الخطأ مما سبب في حصول النتيجة الإجرامية.
فحكمة العقاب هي في الحرص على أرواح الناس ، والرغبة في حماية سلامتهم وصحتهم، فلا ينالهم سوء ولا أذى ولو كان هذا الأذى ناجما عن خطأ لا عن قصد
قال الله سبحانه وتعالى :
في سورة النساء ﴿وَمَا كَانَ لِمُؤْمِنٍ أَنْ يَقْتُلَ مُؤْمِنًا إِلَّا خَطَأً وَمَنْ قَتَلَ مُؤْمِنًا خَطَأً فَتَحْرِيرُ رَقَبَةٍ مُؤْمِنَةٍ وَدِيَةٌ مُسَلَّمَةٌ إِلَى أَهْلِهِ إِلَّا أَنْ يَصَّدَّقُوا فَإِنْ كَانَ مِنْ قَوْمٍ عَدُوٍّ لَكُمْ وَهُوَ مُؤْمِنٌ فَتَحْرِيرُ رَقَبَةٍ مُؤْمِنَةٍ وَإِنْ كَانَ مِنْ قَوْمٍ بَيْنَكُمْ وَبَيْنَهُمْ مِيثَاقٌ فَدِيَةٌ مُسَلَّمَةٌ إِلَى أَهْلِهِ وَتَحْرِيرُ رَقَبَةٍ مُؤْمِنَةٍ فَمَنْ لَمْ يَجِدْ فَصِيَامُ شَهْرَيْنِ مُتَتَابِعَيْنِ تَوْبَةً مِنَ اللَّهِ وَكَانَ اللَّهُ عَلِيمًا حَكِيمًا ۝٩٢ وَمَنْ يَقْتُلْ مُؤْمِنًا مُتَعَمِّدًا فَجَزَاؤُهُ جَهَنَّمُ خَالِدًا فِيهَا وَغَضِبَ اللَّهُ عَلَيْهِ وَلَعَنَهُ وَأَعَدَّ لَهُ عَذَابًا عَظِيمًا ۝٩٣﴾ [النساء:92–93]

## وصلات خارجية
- Tennessee definition of criminally negligent homicide